# Laranjal do Jari
Laranjal do Jari, amtlich portugiesisch Município de Laranjal do Jari, ist eine Kleinstadt mit großem Gemeindegebiet im brasilianischen Bundesstaat Amapá in der Região Norte. Sie liegt am Rio Jari, der in den Amazonas mündet, und ist rund 275 km von der Hauptstadt Macapá entfernt. Die Bevölkerungszahl wurde 2024 auf 37.969 Einwohner geschätzt. Die Einwohner, die auf dem fast wie das Bundesland Brandenburg etwa 30.783 km² großen Gebiet leben, werden Laranjalenser (portugiesisch laranjalenses) genannt. Die Bevölkerungsdichte lag 2022 bei 1,1 Personen pro km².

## Geographie
Die Landschaft und Biom sind vorwiegend durch Amazonischen Regenwald geprägt. Im Süden wird das Gemeindegebiet durch den Amazonas begrenzt, im Westen bildet es die Grenze zum Bundesstaat Pará. Das Klima ist tropisch nach der Klimaklassifikation nach Köppen und Geiger Am. Die Durchschnittstemperatur beträgt 27,2 °C. Es gibt viel Niederschlag und wenige Trockenperioden.
Der Sitz des Munizips liegt in einer Flussbiegung des Rio Jari. Östlich liegt das rund 5017 km² große Nutzreservat Rio Cajari, nördlich das Naturschutzgebiet Parque Nacional Montanhas do Tumucumaque. Im Norden bildet es eine Grüne Grenze zu Suriname und Französisch-Guayana.

## Geschichte
Das Gebiet unterstand bis 1987 dem Munizip Mazagão und wurde durch Ausgliederung zum 17. Dezember 1987 eine rechtlich selbständige Gemeinde. Sie war zuvor als „Beiradão“ bekannt.
2017 änderte das Instituto Brasileiro de Geografia e Estatística die Zuordnung zu geostatistischen Regionen und teilte die Gemeinde der Região geográfica imediata Laranjal do Jari und der Região geográfica intermediária Macapá zu.
Der Rio Jari bildete einen wichtigen Verkehrsweg für die Siedlungsgeschichte Amazonas. 

## Stadtverwaltung
Exekutive: Bei der Kommunalwahl 2016 wurde Márcio Clay da Costa Serrão Stadtpräfekt (Bürgermeister) für die Amtszeit von 2017 bis 2020, der für den Partido Republicano Brasileiro (PRB) angetreten war. Márcio Serrão wurde bei der Kommunalwahl 2020 für die Amtszeit von 2021 bis 2024 wiedergewählt, diesmal für die Democratas.

## Lebensstandard
Der Index der menschlichen Entwicklung für Städte, abgekürzt HDI (portugiesisch: IDH-M), lag 1991 bei dem sehr niedrigen Wert von 0,349, im Jahr 2000 bei dem als niedrig eingestuften Wert von 0,481, im Jahr 2010 bei dem mittleren Wert von 0,665.